# Sucot

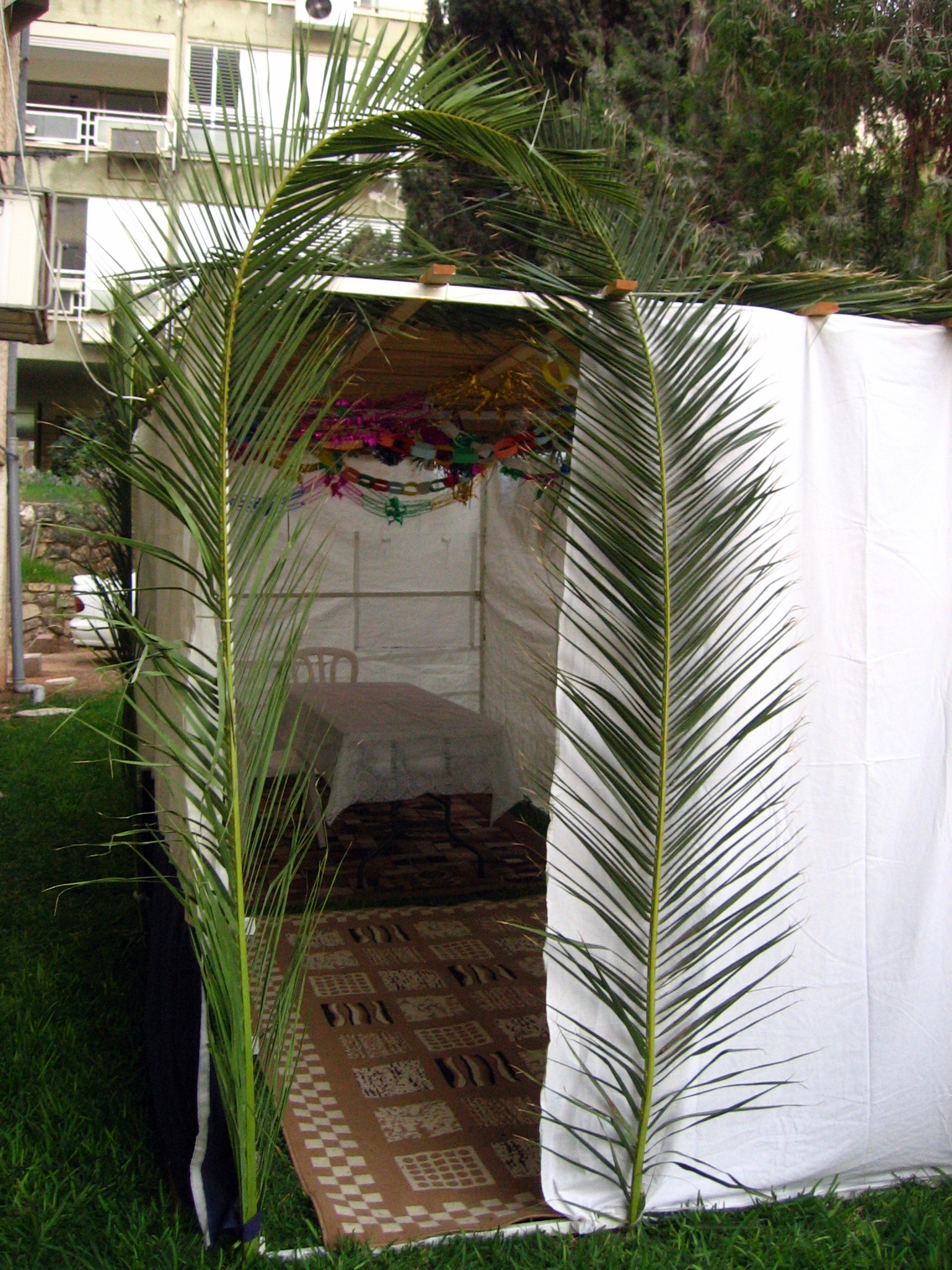
Suká în limba română: un fel de colibă sau cort

Sucot (în limba ebraică סוכות sukót, în pronunția așkenază „súkos”), Sărbătoarea Corturilor sau a Colibelor, este o sărbătoare biblică celebrată în a 15-a zi a lunii ebraice Tișri (sfârșitul lunii septembrie până la sfârșitul lunii octombrie). Este una din cadrul celor trei mari sfinte sărbători biblice evreiești, poruncită de Dumnezeu în Pentateuh, (care încep cu Ziua Trâmbițării, continuă cu Ziua Ispășirilor ori Yom Kippur), cu ocazia cărora, este poruncit ca întreg poporul să făcă pelerinaj la Templul din Ierusalim. Este o sărbătoare a recoltelor, și de recunoștință, care se ține după încheierea secerișului, și după culesul roadelor de toamnă, în amintirea celor patru zeci de ani de pribegie în pustie. Sărbătoarea ține șapte zile, începând cu o zi de odihnă - în ebraică „Yom tov” (zi bună) - când muncile sunt interzise, apoi este urmată de zilele intermediare „Chol hamoéd” și se încheie tot cu o zi de odihnă „yom tov”, în ziua "a opta", Șemini Ațeret, zi festivă de încheiere. Cuvântul ebraic sucōt este pluralul de la suca, colibă ori cort", și este o construcție temporară cu pereți acoperiți de „sacah” (material vegetal cum sunt ramuri de copaci ori lăstari de bambus).
Suká are menirea să evoce lăcașurile fragile în care israeliții au locuit în cei 40 ani de drum prin pustiu după ieșirea din robia egipteană. În timpul sărbătorii mesele se servesc în această suká, iar unii și dorm în ea în cursul nopții. În fiecare zi a sărbătorii, membrii familiei recită o binecuvântare asupra lulavului (buchetul cu trei rămurele) și a etrogului (chitra) (Arbaat Haminim, adică cele patru specii de plante). 
 
Conform profetului profetul Zaharia, în era mesianică Sucot va deveni o sărbătoare universală și toate popoarele vor face anual pelerinaj la Ierusalim și vor serba sărbătoarea în orașul sfânt.

## Originea și istoria sărbătorii
Sukot este un praznic agricol de recunoștință pentru roadele secerișului și pentru ploile târzii de toamnă. Aceasta se vede din diferitele nume sinonime ale sărbătorii - "sărbătoarea Recoltelor" din sezonul în care are loc  - “Sărbătoarea celei de-a 7-a luni” – și din textul explicit al poruncii biblice: "Să ții apoi Sărbătoarea Secerișului și a strângerii celor dintâi roade ale tale, pe care le-ai semănat în țarina ta, și sărbătoarea Recoltelor roadelor toamna, când aduni de pe câmp munca ta." 
(Exodul 23:16); "Sărbătoarea Corturilor s-o săvârșești în șapte zile, după ce vei aduna din aria ta și din teascul tău." (Deut. 16:13). A fost o recunoștință . Ca o recompensă a naturii în anul agricol care a trecut.
Sucot a devenit una din cele mai importante sărbători în iudaism, spunându-i-se și “Sărbătoarea Domnului” ori simplu “festivalul”. Moise i-a instruit pe fiii lui Israel să se adune pentru o citire a Legii pe durata Sukotului la fiecare șapte ani (Deut. 31:10-11). Regele Solomon a inaugurat Templul din Ierusalim de Sukot (1 Împărați 8; 2 Cronici 7). Sukot a fost și prima festivitate sfântă care s-a ținut după reluarea cultului la Templul rezidit din Ierusalim după exilul babilonian (Ezra 3:2-4).

În cartea Leviticului, Dumnezeu a spus lui Moise să poruncească poporului: 

        Leviticul 23:39-43  

„În ziua a cincisprezecea a lunii a șaptea, când vă strângeți roadele pământului, să sărbătoriți sărbătoarea DOMNULUI șapte zile: în ziua întâi este odihnă și în ziua a opta iară este odihnă. 

În ziua întâi să luați poame de copaci frumoși, ramuri de finici, ramuri de copaci cu frunzele late și sălcii de râu și să vă veseliți înaintea DOMNULUI Dumnezeului vostru, șapte zile. 

Să prăznuiți sărbătoarea aceasta a DOMNULUI șapte zile în an: acesta este așezământ veșnic în neamul vostru. În luna a șaptea să o prăznuiți. 

Să locuiți șapte zile în corturi; tot israelitul băștinaș să locuiască în corturi, 

Ca să știe urmașii voștri că în corturi am așezat Eu pe fiii lui Israel, când i-am scos din pământul Egiptului. Eu sunt DOMNUL Dumnezeul vostru". 

Din cauza popularității și a particularităților sale, Sukkot a devenit în statul Israel și un moment potivit pentru însemnate ceremonii de stat.

## Compararea sărbătorii cu calendarul gregorian
Hag Sucot cade conform datei observării lunii noi, în a XV-a zi a lunii Tișri și durează o săptămână, până în ziua a XXI-a în Israel și a XXII-a în diasporă. Conform calendarului gregorian este în septembrie sau în octombrie.
În zilele noastre Sucot cade la:
- 2010: 23 septembrie - 30 septembrie
- 2011: 12 octombrie - 20 octombrie
- 2012: 1 octombrie - 8 octombrie
- 2013: 19 septembrie - 26 septembrie
- 2014: 9 octombrie - 16 octombrie
- 2015: 28 septembrie - 5 octombrie
- 2016: 17 octombrie - 24 octombrie
- 2017: 4 octombrie (la asfințit) - 12 octombrie
- 2018: 23 septembrie (la asfințit) - 1 octombrie
- 2019: 13 octombrie (la asfințit) - 21 octombrie
- 2020: 2 octombrie (la asfințit) - 10 octombrie
- 2021: 20 septembrie (la asfințit) - 28 septembrie
- 2022: 9 octombrie (la asfințit) - 17 octombrie
- 2023: 29 septembrie (la asfințit) - 7 octombrie
- 2024: 16 octombrie (la asfințit) - 24 octombrie
- 2025: 6 octombrie (la asfințit) - 14 octombrie

Întrucât conform calendarului biblic ziua începe încă în ajun la asfințitul soarelui (în această lună cam la ora 17:30-18:30 în Europa de Est), data de începere indică ajunul primei zile a sărbătorii în care nu se lucrează. Dacă prima zi cade pe 1 Octombrie, ziua pregătirii este 30 Septembrie când se oprește munca pentru prima zi a sărbătorii la fel ca pentru ziua a opta a sărbătorii când se oprește munca (servilă) din ziua a șaptea seara ținând seama și de ziua de sabat săptămânal.

### La evreii mesianici
În Mesianism, credința evreilor mesianici, de data recentă, fundamentată pe Noul Legământ, Sucot continuă să fie o sărbătoare însemnată, simbol al Împărăției Sfinților cu Mesia Ieșua (Hristos Iisus), al Lumii care va Veni (HaOlam HaVa), și al binecuvântării lui Israel. Umblarea cu Domnul este dovedită prin plantarea în Adunarea lui Dumnezeu de Paște sau Pasare (Pesah) când cei dintre neamuri și copiii lui Israel trebuie să fie circumciși cu inima, prin despărțirea de rău, despre care ne vorbește Sărbătoarea Azimilor sau Praznicul Paști (Hag haMațot), Darea Tabletelor Poruncilor și Darea Sfântului Duh Adunări lui Dumnezeu de la Sărbătoarea Cincizecimii (Șavuot), invocarea Venirii lui Mesia cu Sfinții pe Nori cu ocazia Sărbătorii Trâmbițelor sau Ziua Răsuflării (Yom Terua), Izbăvirea de sub Păcat despre care vorbește Ziua Ispășirilor (Yom Kippur), și de Bucuria Sălășluirii cu Dumnezeu, prefigurată de Sărbătoarea Corturilor sau Praznicul Colibi (Hag Sucot). 
În vremea lui Ezra, altarul a fost reconstruit și închinarea restabilită, iar sărbătorile au fost din nou ținute (Ezra 3:4) și au fost oferite arderi de foc pentru care este necesară rânduiala de la altar. 
În vremea lui Neemia, regăsim rămășița revenită pe pământul lui Israel. S-a citit Tora chiar în luna a șaptea și au văzut că-i timpul să țină Sărbătoarea Corturilor. Au alergat la munte să ia ramuri și, pe acoperiș, în curte, în curțile casei lui Dumnezeu, pe terenul de la Poarta Apelor și pe locul de la Poarta lui Efraim s-au ridicat corturi în care au locuit cu bucurie o săptămână. 

```
 „Din zilele lui Iosua, fiul lui Nun, până în ziua aceasta, nu mai făcuseră fiii lui Israel așa ceva. 
 Și a fost foarte mare veselie"
 (Neemia 8:17). 
```

Dar nu erau nici viței pentru jertfa de foc, nici ofrande de oferit. Se recunoștea neputința și slăbiciunea; nu se puteau prezenta în fața Domnului cum se cuvenea, dar au rămas în fața Lui și  „s-a citit în cartea Legii lui Dumnezeu în fiecare zi, din cea dintâi zi până la cea din urmă. În ziua a opta a fost o adunare de sărbătoare, după rânduială" (Neemia 8:18,19).
Neemia descria Sărbătoarea Corturilor ca o anticipare a învierii naționale viitoare. În Evanghelia după Matei capitolul 21; Evanghelia după Marcu capitolul 11 și Evanghelia după Ioan capitolul 12 se prezintă celebrarea sărbătorii cum era sugerată: ramuri (în ebraică: lulav) erau presărate la picioarele lui Mesia când se apropia de Ierusalim. Mulțimea Îl recunoaște ca „Fiul lui David” și „Regele lui Israel”. Dar adevărata sărbătoare a Corturilor nu putea fi ținută mai înainte ca Ieșua (Iisus) să izbăvească pe poporul său de păcatele și fărădelegile lor.  (Isaia 53:5; Ezechiel 37:23; Ap. Evrei 10:13-18; Psalm 110:1) – 
Va sosi timpul conform  profetului Zaharia capitolul 14, când Sucot va deveni un festival universal și toate popoarele vor face pelerinaj anual la Ierusalim pentru a lua parte la festival. 
În Evanghelia după Ioan capitolul 7, Mesia se suise în ascuns la Sărbătoarea Corturilor. În pustie, chivotul însoțise poporul în pelerinajul său, asociindu-se la necazurile lui sau mergând “înaintea lor... cale de trei zile”, ca să caute un loc de odihnă" (Numeri 10:33). 

        Ioan 7:2-9  

„Și era aproape sărbătoarea iudaică a corturilor. 
Au zis deci către El frații Lui: Pleacă de aici și du-Te în Iudeea, pentru ca și ucenicii Tăi să vadă lucrurile pe care Tu le faci.   
  
Căci nimeni nu lucrează ceva în ascuns, ci caută să se facă cunoscut. Dacă faci acestea, arată-Te pe Tine lumii. 
Pentru că nici frații Lui nu credeau în El.   
  
Deci le-a zis Iisus: Vremea Mea încă n-a sosit; dar vremea voastră totdeauna este gata. 9  
  
Pe voi lumea nu poate să vă urască, dar pe Mine Mă urăște, pentru că Eu mărturisesc despre ea că lucrurile ei sunt rele.   
  
Voi duceți-vă la sărbătoare; Eu nu merg la sărbătoarea aceasta, căci vremea Mea nu s-a împlinit încă. 
Acestea spunându-le, a rămas în Galileea". 
 

Frații lui Ieșua ar fi dorit ca să Se suie cu ei la sărbătoare, dar El venise ca Tora vie, Cuvântul născut înainte de întemeierea lumii devenit trup cu fire asemănătoare lui Adam, cu fire asemănătoare omului păcătos, să-și facă cortul în mijlocul nostru. (Ev. Ioan 1:10-14; Romani 8:3)

        Ioan 7:10-15  

„Dar după ce frații Săi s-au dus la sărbătoare, atunci S-a suit și El, dar nu pe față, ci pe ascuns. 
 
În timpul sărbătorii iudeii Îl căutau și ziceau: Unde este Acela? 
  
Și cârtire multă era despre El în mulțime; unii ziceau: Este bun; iar alții ziceau: Nu, ci amăgește mulțimea. 
  
Totuși, de frica iudeilor, nimeni nu vorbea despre El pe față. 
  
Iar la jumătatea praznicului Iisus S-a suit în templu și învăța (preda)". 
 

Conform cu Mișna în cele șaptea zile de Sucot se aducea la Templu o ofrandă de apă (numită „eliberarea apei”). (Succah 51a-b). Într-o ceremonie numită Nisuh haMaim, Marele Preot conduce o procesiune la fântâna Șiloah (Siloamului), când umple un ulcior cu apă și se întoarce în curtea Templului. Când Marele Preot toarnă apa, marea mulțime presară lulav-ul (buchetul de finic) și cântă:

     Psalm 118:25-26:

אָנָּא יְהוָה הוֹשִׁיעָה נָּא

אָנָּא יְהוָה הַצְלִיחָה נָּא

בָּרוּךְ הַבָּא בְּשֵׁם יְהוָה

בֵּרַכְנוּכֶם מִבֵּית יְהוָה

” anna  YHWH  hoșiah-na!

anna  YHWH  hatzlihah-na!

baruka ha-vah  b'Șem  YHWH! 

berak-nu-hem  mi-Beit  YHWH.”

”Rugăm Iahveh, Mântuiește-ne!

Rugăm Iahveh, sporește-ne!

Binecuvântat venit în Nume IAHVEH

(parafrazat: Binecuvântat fie Cel ce vine în Numele DOMNULUI)

Binecuvântăm noi lor din Casa IAHVEH!”

Psalmul 118 a fost privit ca un psalm mesianic, și atunci când Ieșua mai târziu a apărut în timpul intrării Sale în Ierusalim (Matei 21,8-9; Luca 19:38, Ioan 12:13), El a fost inițial întâmpinat cu strigăte de "Osana! "și fluturând lulavul (ramurile de palmier ori finic) ca Regele Mesia venit pentru a oferi izbăvirea poporului lui Israel (vezi și:  Apocalipsa 7:9-10).
În ultima zi de Sucot, ziua cea mare a sărbătorii, Ieșua a strigat: "Dacă însetează cineva, să vină la Mine și să bea, Cel ce crede în Mine, precum a zis Scriptura (Tanak
): „râuri de apă vie vor curge din pântecele lui.”"(Ioan 7:2, 37-38)
După ceremonia apei la Templu urma Simchat Bet HaȘoevah pe durata nopților de Sucot când preoții aprindeau lumina candelelor Menorei denumită Festivalul Luminilor, care în vremea fraților Macabei a inspirat Sărbătoarea Înnoirii Templului (Hanuka).
Aceste festivități au fost aparent atât de spectaculoase căci înțelepții (sagii) evrei au spus: 
"Cine nu a văzut bucurie la haSheavah Bet Simchat, nu a mai văzut bucurie în viața lui" (Succa 5:1).
În acest context ne amintim că Ieșua (Iisus) s-a revelat pe Sine ca fiind Lumina lumii (Ioan 8:12). Într-adevăr, Iisus a folosit apa de la fântâna Șiloah (Șiloamului), pentru a vindeca un orb din naștere, astfel permițându-i în mod miraculos să vadă Lumina Lumii (Ioan 9:5-11). Într-adevăr Ieșua (Iisus) este substanța și semnificația interioară a acestei sărbători ...

#### Meditații
După ce am auzit răsunetul de șofar, și ne-am pregătit pentru al întâmpina pe Mesia, acum suntem chemați să stăm în prezența Domnului când îl primim în corturile noastre.
Semnificația acestei sărbători este mult mai largă decât Festivalul Corturilor, ea grupându-se în jurul a patru teme principale la care trebuie să medităm:
- recunoștința pentru recolta din anul agricol trecut

La tema agricolă medităm prin observarea importanței și semnificației celor patru specii de plante specifice pentru fauna de pe pământul lui Dumnezeu care sunt utilizate ca simbol al sărbătorii. Pe perioada când exista Altarul de la Tabernacol ori de la Templu bucuria sărbătorii era să aducem ofrande din belșugul recoltelor de care ne putem bucura atunci când decorăm suca, adunarea, sau sinagoga.
- rugăciunea pentru ploaie

Dumnezeu făgăduiește copiilor lui Israel să le de-a ploaie la timp dacă umblă după Legile Sale și primesc poruncile Sale. (Leviticul 26:3-4)

Trebuie să medităm la semnificația ploilor târzii de toamnă care sunt firești după arșița care uscă pământul la sfârșitul verii. Ceremoniile apei care se făceau pe perioada Templului sunt pusă în legătură cu Sucot, și invocarea apei vii care se coboară de la Dumnezeu.
- semnificația sfârșitului sezonului și Marilor Sărbători

Sfârșitul sezonului Marilor Sărbători reprezintă plantarea sau re-plantarea noastră în Adunarea lui Dumnezeu pentru un nou an binecuvântat în care trebuie să aducem roade bune.
Mai semnifică și sfârșitul unui ciclu de studiu biblic și începerea citirii de la început.
 
O legenda ebraică povestește că în noaptea de înainte de ultima zi de Sucot, numită și Osana Rava (Mare Osana) cerul se deschide și cad bucățele de hârtie pe pământ. Pentru fiecare om o notiță pe care este scris verdictul final pentru anul care tocmai a început, verdict care a fost decis de Yom Kipur și confirmat acum. De aceea unii evrei pioși veghează toată noaptea aceasta petrecând-o în rugăciune și studiu.
- semnificația colibei (suca) în istoria copiilor lui Israel

Aranjamentul din suca, cu acoperișul din ramuri cu frunze, este alegoric aranjamentului descris în Exodul sau Ieșirea capitolul 40 și versetul 3 unde se spune „să acoperi chivotul cu un văl", în care noi suntem un chivot viu al Duhului lui Dumnezeu, iar profetic prefigurează împărăția lui Mesia când va reconstrui Templul în calitate de Rege și Mare Preot. Fie ca vremea aceasta pe care o anticipăm când celebrăm Sucot să vie curând.
În creștinism și mesianism ajunul de Sucot și ajunul de Paști sunt puse în legătură cu ziua nașterii lui Ioan Botezătorul și a lui Ieșua Mesia. Ioan (Iohanan) este cel despre care Ieșua (Iisus) spunea că vremea se împarte până la el și de la el, și anume că din zilele când Ioan boteza Împărăția lui Dumnezeu este luată cu asalt. (Matei 11:11-15)
| Citirea Bibliei de Sucot |                                                                                         |                                                             |                                                            |
| Ziua: | Tora:                                                                                   | Haftara:                                                    | Brit Hadașa:                                               |
| Erev Sucot (Ajun): Există obiceiul să se pregătească "patru specii" în sucah (colibă) după amiază. Sărbătoarea începe cu luminarea candelelor chiar înainte de asfințit, urmată de binecuvântările spuse la început de sezon care se recită în sucah. |                                                                                         |                                                             |                                                            |
| Sucot 1: | Lev. 22:26-23:44; Num. 29:12-29:16                                                      | Zaharia 14:1-21;                                            | Ioan 1:10-14; Apoc. 7:1-10; 21:1-4;                        |
| Sucot 2: | Lev. 22:26-23:44; Num. 29:12-29:16                                                      | 1 Regi 8:2-21                                               | Ioan 1:10-14; Apoc. 7:1-10; 21:1-4                         |
| Sucot 3: | Num. 29:17-29:22 Exod 33:12-34:26;                                                      |                                                             | Ioan 7-8; (capitolele)                                     |
| Sucot 4: | Num. 29:20-29:25                                                                        |                                                             | Ioan 7-8; (capitolele)                                     |
| Sucot 5: | (sabat :: sâmbăta) Mafir: Șemot ori Exodul sau Ieșirea 33:12-34:26; Num. 29:23-29:28    | Ezec. 38:18-39:16; (sabat :: sâmbăta) Ecleziastul (cartea). | Iacov 1-5; (capitolele)                                    |
| Sucot 6: | Num. 29:26-29:31                                                                        |                                                             | Ioan 7-8; (capitolele) Romani 1:16-23; Apocalipsa 19:1-16; |
| Sucot 7 (Osana Rava): | Num. 29:26-29:34                                                                        | Psalmul 118:25-118:26                                       | Ioan 7-8; (capitolele) Apocalipsa 7:9-10;                  |
| Sucot 8 (Ș'mini Ațereț): | Deut. 14:22-16:17; Num. 29:35-30:1                                                      | 1 Regi 8:54-8:66                                            | Matei 17:1-9; Marcu 12:28-33                               |
| Sucot 9 (Șimciat Tora): | Vzot-Haberakha (ultima porționare, apoi se reîncepere citirea de la Bereșit sau Geneza) | Iosua 1:1-18;                                               | Apocalipsa 22:1-5                                          |
| Sabat Bîreșit: | Facerea sau Geneza 1:1-6:8                                                              | Isaia 42:5-43:11;                                           | Ioan 1:1-14; ș.a.                                          |

## Construirea Colibei

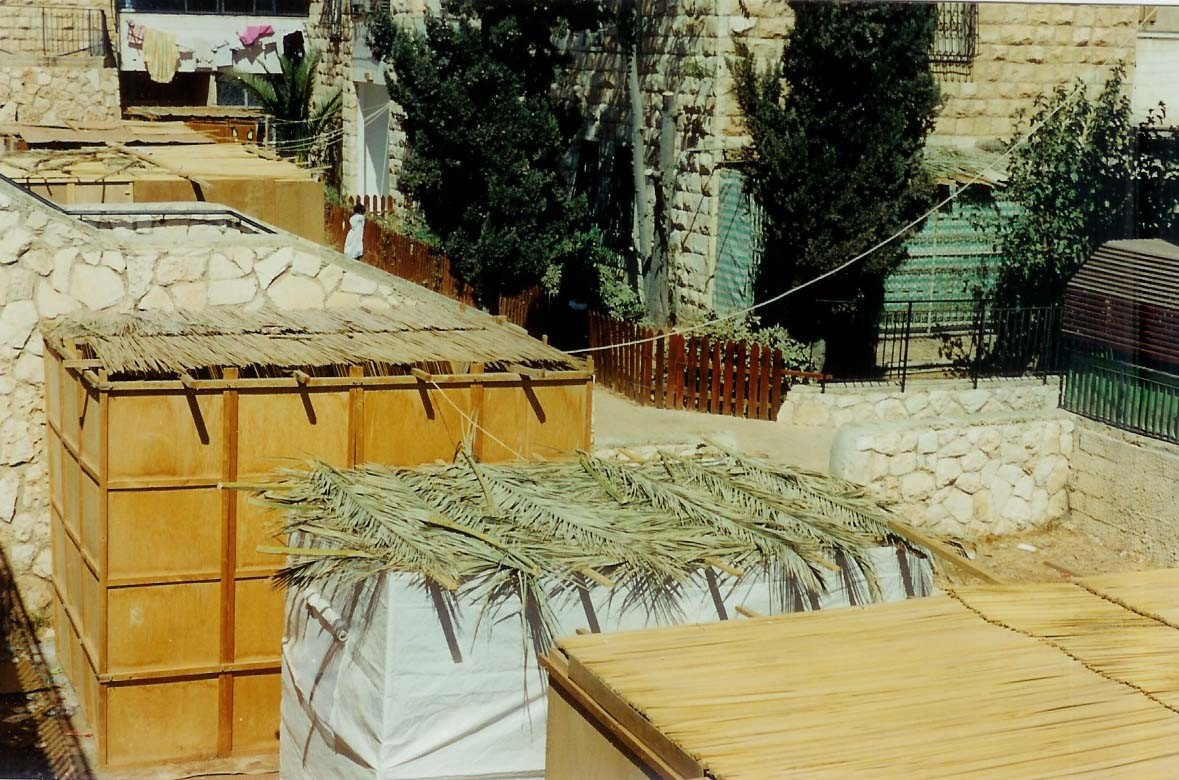
Suca colibe unde mesele sunt mâncate de Sucot

Construirea colibei poate fi din orice material (lemn, placaj, aluminiu, scaune). Zidurile pot sta liber ori pot include zidul unei locuințe sau a unei sobițe. Acoperișul trebuie să fie din material organic, cunoscut ca s’ciaci, cum sut ramurile cu frunze, bambus ori lăstari de palmier.
În Mișna și Talmud observările legate de contruirea colibei sunt în primele două capitole din tratatul Suca (ori Sukkah), al șaselea în ordinea din Moedim (Sărbători).
Se obișnuiește să ca suca în interior să fie decorată cu decorații atârnate, cele șapte specii și postere.

## Obiceiuri Speciale

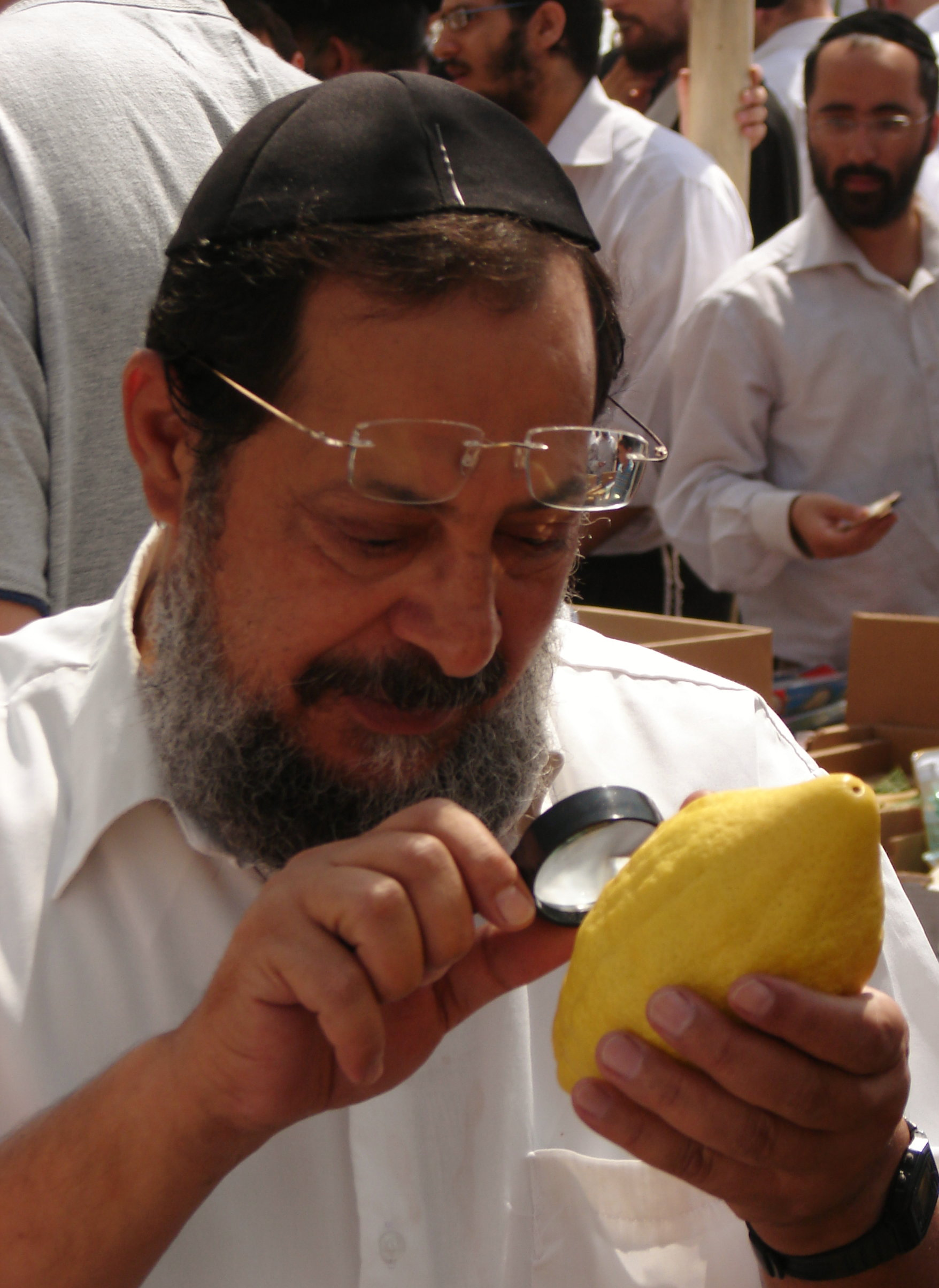
Etrog (אתרוג), fruct citric examinat de defecte.

Cele patru specii, ori arba'at ha-minim (în ebraică: אַרְבַּעַת הַמִּינִים), sunt patru tipuri de produse naturale poruncite de DOMNUL (în Leviticul 23:40) să fie utilizate pentru celebrarea sărbătorii Sucot, în sucă (colibă).
Aceste specii trebuie să îndeplinească criterii stricte de lungime, mărime, prospețime, culoare, ș.a. (Mișna Suca 3:17).

 
În mod tradițional acestea sunt considerate a fi: 

1. Etrog (în ebraică: אתרוג), un fruct de lămâie, ori alt citric (citronă) menționat ca PRIEȚ Hadar ["produs de copaci frumoși"], care este minim de dimensiunea ouălor de găină. Un etrog cu un pitam intact (cu stem) este considerat deosebit de valoros. 

Notă: Unii păstrează etrogul pe termen îndelungat după Succot pentru a face citronadă de fructe zaharisită, care este consumată în vacanța de Tu b'Șevat. 

2. Lulav (în ebraică: לולב), o ramură culeasă (verde), cu frunza palmierului fondată [de exemplu ramuri de finic. Trebuie să fie în întregime cu frunze drepte întregi ca strânse să nu se rupă în partea de sus. 

Notă: Termenul "lulav", de asemenea, se referă la combinații de toate cele trei tipuri de ramuri, care sunt legate împreună în buchet. 

3.	Hadas (în ebraică: הדס) trei ramuri de mirt [ori "crengile de copaci cu frunze"]. Frunzele de mirt cresc în trei niveluri fiecare și sunt necesare tot trei ramuri pentru buchet. 

4. Aravah (în ebraică: ערבה), ramura de salcie cu frunze ["de sălcii de pârâului care nu se scutură"]. Rămurelele cresc lungi și sunt căptușite cu frunze lungi, înguste. Sunt necesare două ramuri de salcie pentru un buchet lulav. Aravot au nevoie de multă apă să nu se usuce. Adesea, în timpul zilelor de Succot ele sunt învelite într-un prosop umed. 

Notă: Aravot sunt, de asemenea, utilizate pentru o ceremonie separată privind Hoșna Rabba (în ajunul noi lunii a ultimei zile de Sucot), atunci când ramurile sunt bătute față de sol până la multe din frunze cad. Această ceremonie este destinată să simbolizeze victoria finală asupra dușmanilor. 

Aceste patru elemente sunt prinse împreună într-un buchet și agitat în timpul unei ceremonii numite na'anuim (נענועים) pentru fiecare zi de Sucot. 
Practica uzuală este de a recita binecuvântarea (al netilat lulav) și apoi val lulav de trei ori în șase direcții: înainte, la dreapta, în spate, la stânga, sus, și în jos. 

După ce luați buchetul, introduceți ramura de palmier (lulav), în centru, și strângeți folosind benzile din pachet după cum este necesar. Luați cele două ramuri de salcie (aravot) și introduceți-le în camera de stânga, iar cele trei ramuri de mirt (hadasim) și le inserați în camera de dreapta. În cele din urmă, să luați "fructul arborelui frumos" (adică, etrog, lămâia) și pregătiți recitarea binecuvântării. 

Conform principiului de hiddur mitzvah [beatificarea poruncilor], majoritatea evreilor vor căuta specimene excelente pentru cele "patru specii" care sunt necesare zi cu zi pentru a efectua diverse ceremonii (cu excepția sâmbetei care cade în timpul Sucotului).

Binecuvântarea pentru Lulav:

       

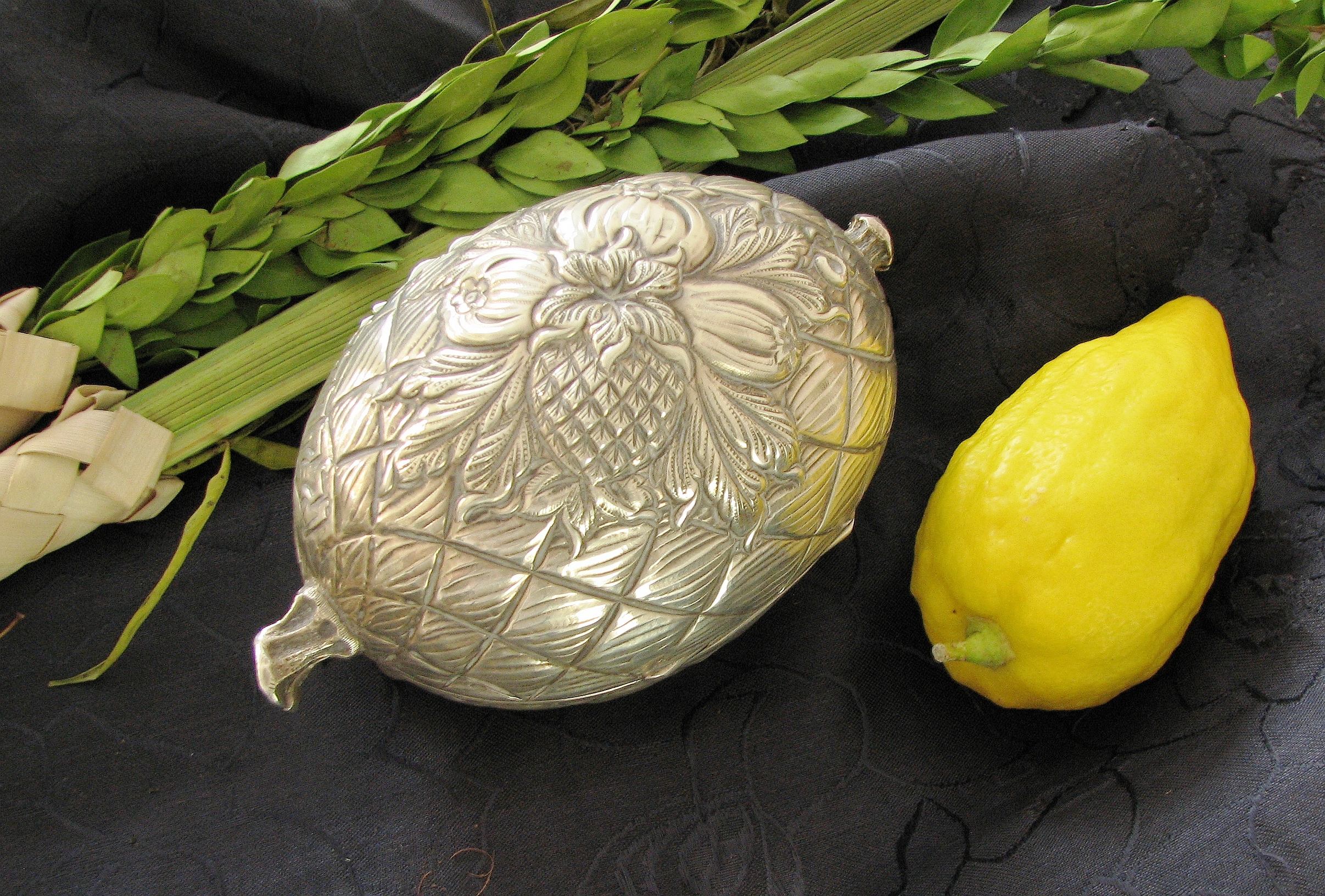
Etrog (în ebraică: אתרוג), fruct de lămâi și Lulav (buchet folosit la Sucot)

Barukh Attah Iahveh, Elohei'nu Melekh ha'olam,

asher kid'sha'nu bi'mitzvota'v,

vi'tziva'nu al netilat lulav.

Binecuvântare Ție Iahveh (DOAMNE), Dumenzeul nost Suveran Lumii,

Care ne-ai sfințit (sanctificat) în mițvota'u (poruncite-I),

Și poruncit nouă la ridicare lulav (buchet).

## Hoșana Rava
A șaptea zi de Sucot este cunoscută sub numele de Osana Rava (din arameică: הוֹשַׁעְנָא רַבָּא, "Mare Osana/Mare Ectenie"). Această zi este marcată de un serviciu special, în care se fac șapte circuite de credincioșii care țin buchetul celor patru specii, recitând Psalmul 118:25 împreună cu rugăciuni. În plus, se bate pe pământ un mănunchi din cinci ramuri de salcie.

## Șemini Ațeret și Simhat Tora
Șemini Ațeret (în limba ebraică שמיני עצרת - "A Opta [zi] de Adunare"; pronunția Așkenazic Ș’mini - Ațereț) este o sărbătoare celebrată în ziua 22-a lunii biblice Tișri.
Simhat Tora, ori Simḥath Torah (sau Simkhes Toreh, în limba ebraică שִׂמְחַת תורָה, literar, "Bucurie cu Tora/Bucuria Torei") este celebrarea parcurgerii unui ciclu anual al citirii Torei. Această sărbătoare în Diasporă cade după Șemini Ațeret, în ziua a 24-a a lunii Tișri, iar în Israel cade în aceiași zi cu Șemini Ațeret, pe 23 Tișri.

Și Iahve a vorbit lui Moise, zicând:

       

[...] Pentru șapte zile să aduceți jertfă mistuită lui Iahve; În ziua a opta (șemini) va fi adunare sfântă; să aduceți arderi de foc lui Iahve: aceasta este festivalul (ațeret)(adunare festivă de încheiere); nici o muncă servilă să nu faceți. - Leviticul 23:33,36; 

       

În ziua a opta, să aveți o adunare festivă: nici o lucrare servilă să nu faceți. - Numeri 29:35; 

### Iudaice

#### În General
- en  Întrebări Frecvente despre Sucot
- en  Sucot – Librărie Virtuală Iudaică
- en  Sukkot 101 – Iudeii mei Învățând Arhivat în 3 noiembrie 2011, la Wayback Machine.
- en  Ramuri ale Sucotului
- en  Sucotul pe Internet
- en  Proiectul Sucot Arhivat în 16 octombrie 2011, la Wayback Machine. – pt. A construi propria Sucă
- en  Tora pt. Tonți pg. Sucot – pentru copii mai mici
- ro  Sărbători: Sucot - Semnificația Sărbătorii (Jewish Education Network)

#### După sectoare religioase
- en  pg. Sucot de la Uniunea Ortodoxă (Iudaism Ortodox)
- en  pg. Sucot de la mișcarea Chabad Lubavitch, o ramură a Judaismului Hasidic
- en  pg. Sucot Arhivat în 22 februarie 2012, la Wayback Machine. de la Sinagogile Unite ale Iudaismului Conservator
- en  pg. Sucot Arhivat în 23 februarie 2012, la Wayback Machine. de la Uniunea pt. Reformă Iudaică
- en  Pagina despre Hag ha-Sucot (Sărbătoarea Corturilor) de la Colțul Karait (Iudaism Karait)

### Creștinism
- en  Sezonul Sărbătorilor Fericite ale Tabernacolelor, observate în fiecare an în Statele Unite Arhivat în 25 septembrie 2012, la Wayback Machine.
- en  Observările Creștine ale Sărbătorilor Ebraice: Sărbătoarea Corturilor
- en  Sărbătorile Domnului: Tabernacolele Arhivat în 11 martie 2013, la Wayback Machine.
- en  Planul zilelor lui D-zeu  - Speranța Întregii Omeniri
- en  Sărbătorile-Planul lui Dumenzeu
- en  Literatură despre Sărbătoarea Corturilor Arhivat în 3 iulie 2009, la Wayback Machine.
- en  Listă a locațiilor unde se ține Sărbătoarea Corturilor
- en  Biserica Părtășiei lui Dumnezeu - Calendarul Sfânt al lui Dumnezeu Arhivat în 31 august 2013, la Wayback Machine.
- ro  Sărbătoarea Corturilor - CELE ȘAPTE SĂRBĂTORI ALE DOMNULUI de Georges André (GBV RO 10 659 Feste Jehovas) Arhivat în 5 decembrie 2012, la Wayback Machine.

### În grupări creștine destinate evreilor (evrei mesianici)
- en  Programarea Citirii Parașah
- en  Sucot - Festivalul Colibelor
- en  Citirea Torei Această Săptămână